# بزيلة
بزيلة هي قرية في مقاطعة سردشت، إيران. يقدر عدد سكانها بـ 139 نسمة بحسب إحصاء 2016.